# Едуард Козинкевич
Едуард Козинкевич (на украински: Едвард Козинкевич; на руски: Эдуард Козинкевич) е съветски и украински футболист и треньор.

## Кариера
Юноша е на СДСЮШОР-4. Започва професионалната си кариера в СКА Лвов. За СКА има 73 мача и отбелязва 13 гола. След като това преминава в Шахтьор Донецк. През 1970 г. получава титлата майстор на спорта. През 1970 и 1971 г. той попада в списъка на 33-те най-добри играчи на сезона. От 1972 до 1974 г. играе за Карпати Лвов. През 1975 г. играе за Динамо Москва. С клуба става бронзов медалист в шампионата на СССР. Завършва кариерата си в Карпати Лвов през 1978 г.

### Национален отбор
На 2 юни 1971 г. дебютира в олимпийския отбор на СССР в мач срещу Нидерландия (4:0). В този мач Козинкевич отбелязва 2 гола.
В националния отбор на СССР дебютира на 19 април 1972 г. в мач срещу Перу (2:0). Той е част от състава за Европейското първенство през 1972 г. в Белгия, където участва във финала срещу тима на ФРГ. Общо за националния отбор на СССР има 6 мача и 1 гол.

## Смърт
Когато на 15 ноември 1994 г. Едуард Козинкевич не се прибира навреме, съпругата му Оксана и техният добър приятел и негов бивш съотборник от Карпати, Богдан Грешак влизат в гаража. Отвaряйки вратата, те виждат Козинкевич мъртъв зад волана на колата. Официалната версия е отравяне с въглероден окис, но двигателят не работи, а Козинкевич има видими наранявания по ръцете и главата си. Парите, които са в гаража липсват. Смъртта му остава неизяснена.